# Wrath of the Norsemen
Wrath of the Norsemen je koncertní DVD švédské death metalové kapely Amon Amarth vydané 29. května 2006. Set obsahuje tři DVD se záznamy koncertů kapely.

## Seznam skladeb

### DVD 1
Kolín nad Rýnem, Německo, 2005
1. Intro
2. An Ancient Sign Of Coming Storm
3. Pursuit Of Vikings
4. Ride For Vengeance
5. Masters Of War
6. The Last With Pagan Blood
7. Once Sealed In Blood
8. Bastards Of A Lying Breed
9. Fate Of Norns
10. Thousand Years Of Oppression
11. Versus The World
12. North Sea Storm
13. Releasing Surtur's Fire
14. Annihilation Of Hammerfest
15. Friends Of The Suncross
16. Bloodshed
17. Amon Amarth
18. For the Stabwounds In Our Backs
19. Where Silent Gods Stand Guard
20. Bleed For Ancient Gods
21. Victorious March
22. Death In Fire
23. The Vikings Are Coming – A look behind the scenes in Cologne

### DVD 2
Summer Breeze Open Air 2005, Abtsgmünd
1. Intro
2. An Ancient Sign Of Coming Storm
3. Pursuit Of Vikings
4. Releasing Surtur's Fire
5. Masters Of War
6. Fate Of Norns
7. Thousand Years Of Oppression
8. Versus The World
9. For The Stabwounds In Our Backs
10. Victorious March
11. Death In Fire

Metal Blade Rrroooaaarrr, Stuttgart, 2005
1. Sorrow Throughout The Nine Worlds
2. Dragons Flight Across The Waves
3. God His Son And Holy Whore
4. The Sound Of Eight Hooves
5. Thor Arise
6. Fall Through Ginnungagap
7. Burning Creation
8. And Soon The World Will Cease To Be
9. Valkyries Ride
10. Pursuit Of Vikings
11. The Beheading Of A King
12. Revenge Of The Zombie
13. Death In Fire

### DVD 3
Wacken Open Air 2004
1. Where Silent Gods Stand Guard
2. The Sound Of Eight Hooves
3. Avenger
4. Death In Fire
5. Pursuit Of Vikings
6. Bastards Of A Lying Breed
7. Masters Of War
8. Versus The World
9. Bleed For Ancient Gods

"Fate Of Norns" Release Show, Ludwigsburg, Rockfabrik, 2004
1. For The Stabwounds In Our Backs
2. Versus The World
3. Masters Of War
4. North Sea Storm
5. Thousand Years Of Oppression
6. Bloodshed
7. The Last With Pagan Blood
8. An Ancient Sign of Coming Storm
9. Pursuit Of Vikings
10. Fate Of Norns
11. Once Sealed In Blood
12. Death In Fire
13. The Sound Of Eight Hooves
14. Bleed For Ancient Gods
15. Where Silent Gods Stand Guard
16. Victorious March

## Obsazení
- Johan Hegg – zpěv
- Olavi Mikkonen – kytara
- Johan Söderberg – kytara
- Ted Lundström – baskytara
- Fredrik Andersson – bicí